# Orestias
Orestias – rodzaj ryb z rodziny karpieńcowatych. Dawniej umieszczano go w osobnej rodzinie Orestiidae. Przedstawiciele są planktonem zwierzęcym. Osiągają długość od 9 do 22 cm. Rzuca się w oczy brak płetwy brzusznej. Są endemitami jezior w Peru, Boliwii i Chile na wysokościach do 3600 m n.p.m. Wiele gatunków stało się rzadkich z powodu konkurencji z rybami wprowadzonymi przez człowieka, zanieczyszczeń i innych działań człowieka. Jednego z nich (Orestias cuvieri) widziano po raz ostatni w 1939, sądzi się więc, że już wyginął. Inne zajmują bardzo niewielkie obszary (Parenti 1984).

## Systematyka
Amerykański ichtiolog Lynne R. Parenti podzielił 43 gatunki zaliczane do rodzaju, tworząc w 1984 roku 4 grupy. W 2003 Lüssen przeprowadził badania filogenetyczne, opierając się na sekwencjach mtDNA i posługując się hybrydyzacją. Jednakże mitochondrialny DNA nie pomógł w wielkim stopniu wiarygodnie wyjaśnić ewolucji rodzaju.

### Klasyfikacja
Gatunki zaliczane do tego rodzaju:
| - Orestias agassizii - Orestias albus - Orestias ascotanensis - Orestias chungarensis - Orestias crawfordi - Orestias ctenolepis - Orestias cuvieri - Orestias elegans - Orestias empyraeus - Orestias forgeti - Orestias frontosus - Orestias gilsoni - Orestias gloriae - Orestias gracilis - Orestias gymnotus | - Orestias hardini - Orestias imarpe - Orestias incae - Orestias ispi - Orestias jussiei - Orestias laucaensis - Orestias luteus - Orestias minimus - Orestias minutus - Orestias mooni - Orestias mulleri - Orestias multiporis - Orestias mundus - Orestias olivaceus | - Orestias parinacotensis - Orestias pentlandii - Orestias piacotensis - Orestias polonorum - Orestias puni - Orestias richersoni - Orestias robustus - Orestias silustani - Orestias taquiri - Orestias tchernavini - Orestias tomcooni - Orestias tschudii - Orestias tutini - Orestias uruni - Orestias ututo |

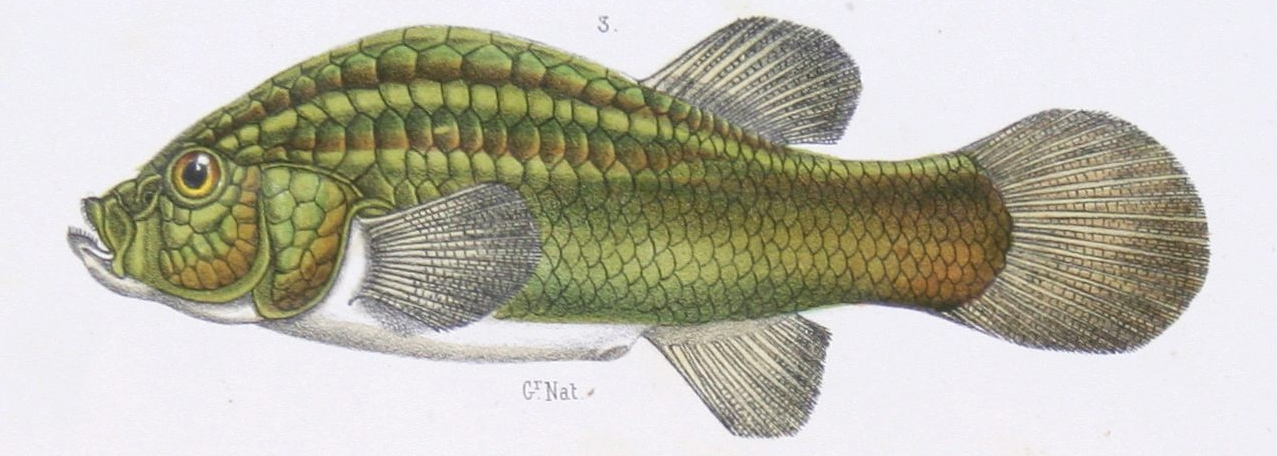
Orestias jussiei
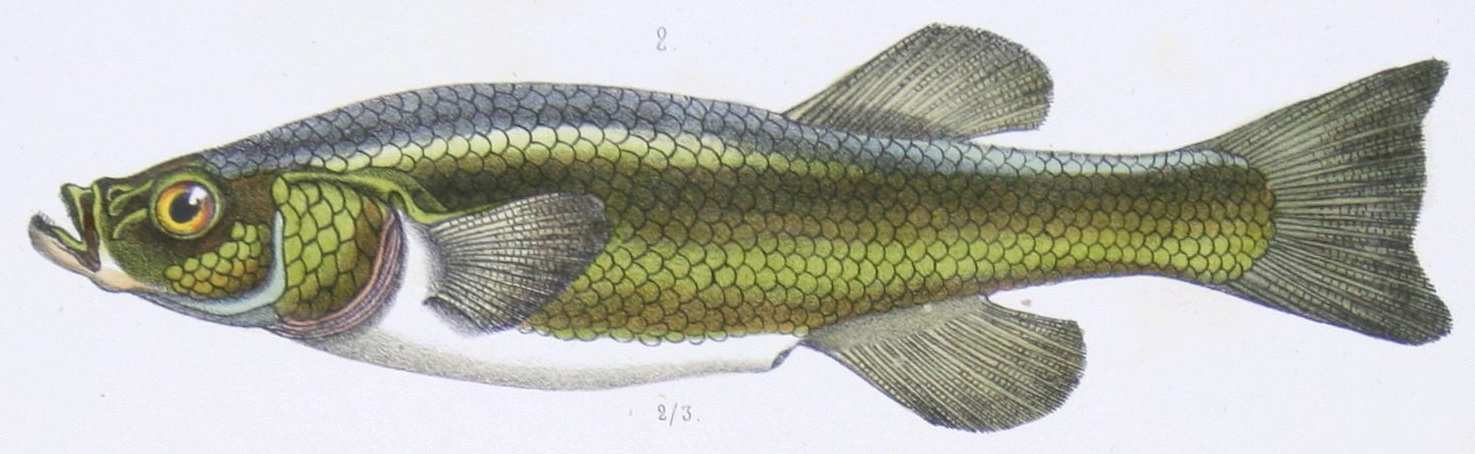
Orestias pentlandii
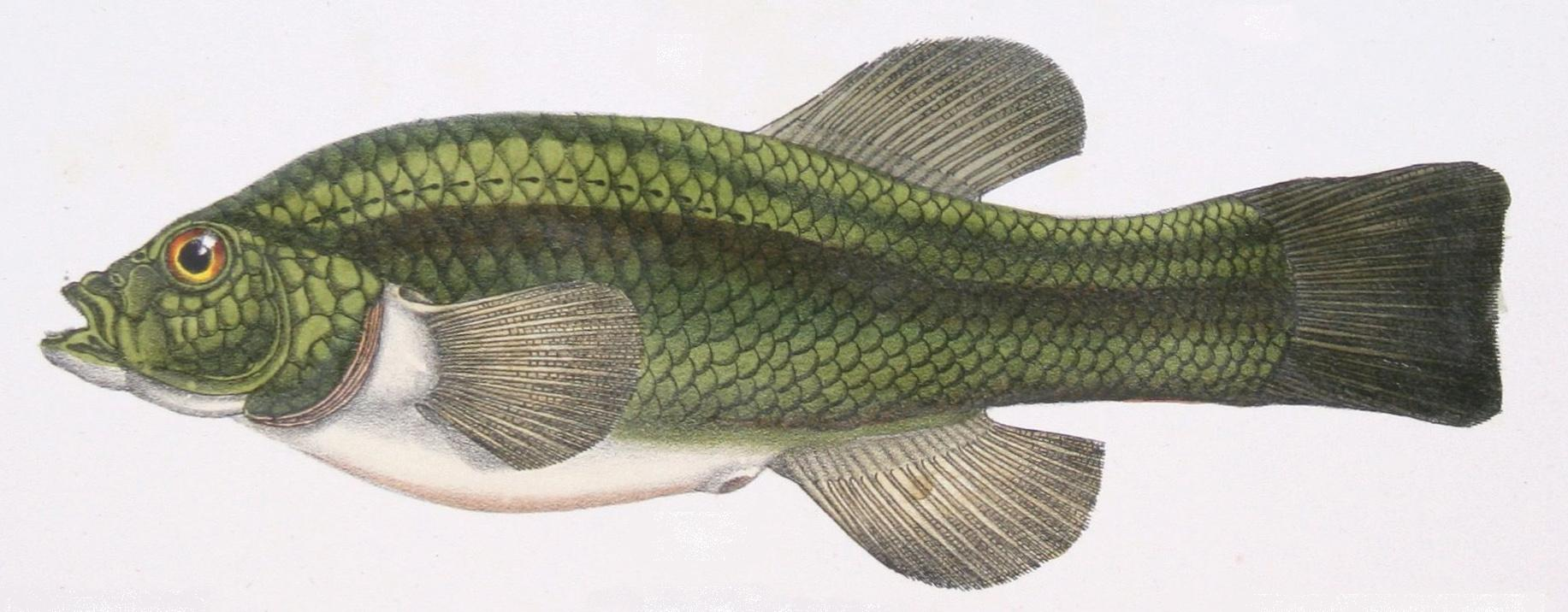
Orestias tschudii